# Milwaukee Bucks 2011-2012
La stagione 2011-12 dei Milwaukee Bucks fu la 44ª nella NBA per la franchigia.
I Milwaukee Bucks arrivarono terzi nella Central Division della Eastern Conference con un record di 31-35, non qualificandosi per i play-off.

## Roster
| N° | Naz.                   | Ruolo | Sportivo         | Anno | Alt. | Peso |
| -- | ---------------------- | ----- | ---------------- | ---- | ---- | ---- |
| 0  | Stati Uniti (bandiera) | A     | Drew Gooden      | 1981 | 208  | 104  |
| 3  | Stati Uniti (bandiera) | G     | Brandon Jennings | 1989 | 185  | 77   |
| 5  | Stati Uniti (bandiera) | A     | Stephen Jackson  | 1978 | 203  | 99   |
| 6  | Australia (bandiera)   | C     | Andrew Bogut     | 1984 | 213  | 111  |
| 7  | Turchia (bandiera)     | A     | Ersan İlyasova   | 1987 | 206  | 107  |
| 8  | Stati Uniti (bandiera) | A     | Larry Sanders    | 1988 | 211  | 107  |
| 9  | Stati Uniti (bandiera) | G     | Shaun Livingston | 1985 | 201  | 83   |
| 10 | Argentina (bandiera)   | GA    | Carlos Delfino   | 1982 | 198  | 104  |
| 11 | Stati Uniti (bandiera) | G     | Monta Ellis      | 1985 | 191  | 79   |
| 11 | Stati Uniti (bandiera) | G     | Darington Hobson | 1987 | 201  | 95   |
| 12 | Camerun (bandiera)     | A     | Luc Mbah a Moute | 1986 | 203  | 104  |
| 13 | Stati Uniti (bandiera) | A     | Ekpe Udoh        | 1987 | 208  | 109  |
| 15 | Stati Uniti (bandiera) | A     | Tobias Harris    | 1992 | 203  | 103  |
| 17 | Stati Uniti (bandiera) | GA    | Mike Dunleavy    | 1980 | 206  | 100  |
| 19 | Slovenia (bandiera)    | G     | Beno Udrih       | 1982 | 191  | 93   |
| 30 | Stati Uniti (bandiera) | A     | Jon Leuer        | 1989 | 208  | 103  |
| 40 | Stati Uniti (bandiera) | A     | Jon Brockman     | 1987 | 201  | 116  |

## Staff tecnico
- Allenatore: Scott Skiles
- Vice-allenatori: Jim Boylan, Joe Wolf, Sidney Moncrief, Bill Peterson, Anthony Goldwire
- Preparatore fisico: Jeff Macy
- Preparatore atletico: Marc Boff